# Waffenstillstandsabkommen von 1949
Waffenstillstandsabkommen von 1949 werden die 1949 geschlossenen Abkommen zwischen Israel und seinen Nachbarn Ägypten, Jordanien, Libanon und Syrien genannt. Die Abkommen beendeten den Palästinakrieg und umrissen die Waffenstillstandslinie (auch bekannt als Grüne Linie). Diese war bis zum Sechstagekrieg von 1967 auch die De-facto-Grenze zwischen Israel und diesen Nachbarstaaten.

## Abkommen

### Mit Ägypten
Das Abkommen mit Ägypten wurde am 24. Februar unterzeichnet. Die wichtigsten Punkte waren:
- Die Waffenstillstandslinie wurde entlang der internationalen Grenzen (von 1906) gezogen. Davon abweichend blieb Ägypten im Besitz eines Streifens entlang der Küste zum Mittelmeer, der als Gazastreifen bekannt wurde.
- Die ägyptischen Truppen, die in al-Faluja (nordwestlich von Qirjat Gat) eingeschlossen waren, durften mit ihren Waffen nach Ägypten zurückkehren; das Gebiet wurde Israel übergeben.
- Eine Zone auf beiden Seiten der Grenze um ʿUja al-Hafeer (Nitzana) wurde demilitarisiert und wurde der Sitz der bilateralen Waffenstillstandskommission.

### Mit dem Libanon
Das Abkommen mit dem Libanon wurde am 23. März unterzeichnet. Die wichtigsten Punkte waren:
- Die Waffenstillstandslinie (Blaue Linie) wurde entlang der internationalen Grenze gezogen.
- Israel zog seine Truppen aus 13 libanesischen Dörfern ab, die während des Krieges erobert worden waren.

### Mit Jordanien

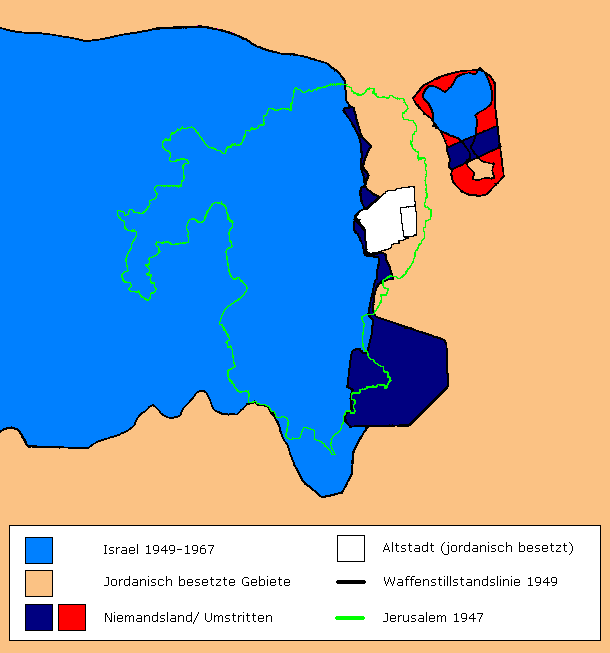
Jerusalem 1949–1967

Das Abkommen mit Jordanien (Transjordanien) wurde am 3. April unterzeichnet. Die wichtigsten Punkte waren:
- Jordanische Truppen blieben in den meisten Positionen, die von ihnen im Westjordanland gehalten wurden, einschließlich Ostjerusalems und der Jerusalemer Altstadt mit dem jüdischen Viertel.
- Jordanien zog seine Truppen von den Frontposten ab, die die Scharonebene überblickten. Im Gegenzug erlaubte Israel den jordanischen Truppen jene Positionen im Westjordanland zu übernehmen, die vorher von irakischen Truppen gehalten wurden.
- Eine Sonderkommission wurde gegründet, die Absprachen bezüglich sicherer Verkehrsverbindungen zwischen Jerusalem und der Exklave auf dem Skopusberg sowie der Verbindung Latrun-Jerusalem treffen sollte. Außerdem sollte neben verschiedenen anderen Fragen auch der Zugang zu den heiligen Stätten auf dem Tempelberg geregelt werden.

### Mit Syrien
Das Abkommen mit Syrien wurde am 20. Juli unterzeichnet. Syrien zog seine Truppen von den meisten Gebieten ab, die es westlich seiner internationalen Grenze kontrollierte. Diese Gebiete waren dann demilitarisierte Zone mit Chammat Gader, al-Samra und Ein Gev, Teilen der Chulaebene und kleineren nördlichen Landstrichen an der Grenze.

### Andere
Die Truppen des Iraks, die eine aktive Rolle im Krieg gespielt hatten (obwohl er keine gemeinsame Grenze mit Israel hat), zogen aus der Region im März 1949 ohne vertragliche Regelung ab. Die Gebiete, die von irakischen Truppen besetzt waren, waren schon in dem Waffenstillstandsabkommen zwischen Israel und Jordanien eingeschlossen.

## Waffenstillstandslinie oder dauerhafte Grenze

Links: der UN-Teilungsplan von 1947, rechts: die Situation nach dem Waffenstillstand 1949
Jüdische Gebiete
von Israel im Unabhängigkeitskrieg erobert
Arabische Gebiete
Jerusalem

Das Abkommen ließ 17,5 % des ursprünglichen Britischen Mandats über Palästina in israelischer Hand (eine andere oft genutzte Zahl ist 70 % des Mandatgebietes, ohne Jordanien). Der Gazastreifen und das Westjordanland blieben bis 1967 ägyptisch und jordanisch besetzt. Im Vergleich mit dem UN-Teilungsplan für Palästina von 1947 brachte der Krieg für Israel erhebliche Gebietsgewinne.
Die Waffenstillstandsabkommen sollten nur als Interimsabkommen dienen, bis sie durch dauerhafte Friedensverträge ersetzt würden. Auch Jahrzehnte später sind noch immer nicht Friedensverträge mit allen ehemaligen Kriegsgegnern unterzeichnet worden (bisher: 17. September 1978 mit Ägypten in Camp David, 25. Juli 1994 mit Jordanien in Washington).
Mit Ausnahme des Abkommens mit dem Libanon machten die Waffenstillstandsabkommen (auf arabisches Betreiben hin) klar, dass sie keine permanenten De-jure-Grenzen festlegten. Das ägyptisch-israelische Abkommen besagte etwa ausdrücklich:
"The Armistice Demarcation Line is not to be construed in any sense as a political or territorial boundary, and is delineated without prejudice to rights, claims and positions of either Party to the Armistice as regards ultimate settlement of the Palestine question."
In der Knesset bezeichnete der damalige israelische Außenminister Mosche Scharet die Waffenstillstandslinien als „provisorische Grenzen“ und die alten internationalen Grenzen, die mit den Waffenstillstandslinien mit Ausnahme von Jordanien identisch waren, nannte er „natürliche Grenzen“. In späteren Jahren haben führende israelische Politiker beständig davor gewarnt, die Waffenstillstandslinie in eine dauerhafte Grenze umzuwandeln, weil dies die israelische Sicherheit beeinträchtige. So sah Golda Meïr nach dem Sechstagekrieg die Rückkehr zu den Grenzen von vor 1967 als Verrat an (New York Times vom 23. Dezember 1969), Außenminister Abba Eban bezeichnete die Grenzen von vor 1967 als „Eine Erinnerung an Auschwitz“ (Der Spiegel, 5. November 1969) und Ministerpräsident Menachem Begin bezeichnete einen Vorschlag eines Rückzugs auf diese Grenzen als „nationalen Selbstmord“.

## Verletzungen
In jedem der Fälle wurde eine beiderseitig besetzte Waffenstillstandskommission gebildet, die die Beschwerden beider Seiten untersuchen und regelmäßig dem UN-Sicherheitsrat berichten sollte.
In den folgenden Jahren wurden alle Seiten viele Male für die Verletzung der Abkommen verurteilt. Ägypten ließ große militärische Truppen im demilitarisierten ʿUdschat-al-Hafir-Gebiet; Israel stationierte auf dem Skopusberg, der demilitarisiert sein sollte, bewaffnete Soldaten, die als Polizisten getarnt wurden. Israel schickte auch mehrmals als Antwort auf bewaffnete Überfälle Truppen nach Jordanien. Syrische Truppen beschossen israelische Dörfer unterhalb der Golanhöhen.